# Tärnesör
Tärnesör är en ö i Finland. Den ligger i Skärgårdshavet och i kommunen Pargas i den ekonomiska regionen  Åboland i landskapet Egentliga Finland, i den sydvästra delen av landet. Ön ligger omkring 47 kilometer väster om Åbo och omkring 200 kilometer väster om Helsingfors.
Öns area är 1,1 hektar och dess största längd är 260 meter i öst-västlig riktning. Närmaste större samhälle är Gustavs, 18,9 km norr om Tärnesör.